# Caryville (Floryda)
Caryville – miasto w Stanach Zjednoczonych, w stanie Floryda, w hrabstwie Washington.